# International Business Communication Standards

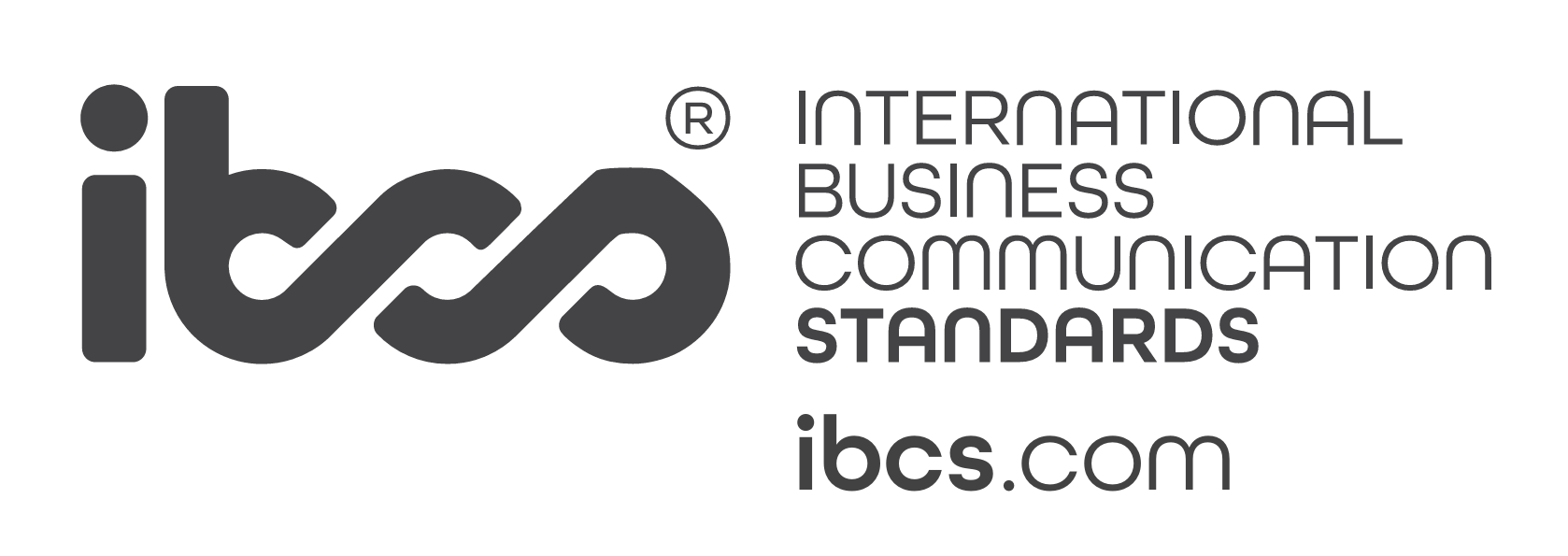
IBCS Logo

Gli International Business Communication Standards (IBCS; in italiano Standard Internazionali per la Comunicazione Aziendale) sono proposte pratiche per la progettazione della comunicazione aziendale, pubblicate per l'uso gratuito sotto la Creative-Commons-License (CC BY-SA). Nella maggior parte dei casi, applicare gli IBCS, significa progettare correttamente grafici e tabelle a livello concettuale, percettivo e semantico.

## Requisiti
La comunicazione aziendale soddisfa gli standard IBCS se rispetta i tre set di regole che compongono i tre pilastri degli IBCS:
1. Regole concettuali: aiutano a trasmettere chiaramente i contenuti, utilizzando una storyline appropriata e si basano sul lavoro di autori come Barbara Minto.[1] Questi concetti sono ampiamente accettati, grazie alle loro basi scientifiche, sperimentali e pratiche.
Questo gruppo di regole corrisponde alle regole SAY e STRUCTURE dei principi SUCCESS (un set di regole per la comunicazione aziendale).[2]
2. Regole percettive: aiutano a trasmettere chiaramente il contenuto utilizzando un design visuale appropriato. Si basano sul lavoro di autori come William Playfair, Willard Cope Brinton,[3] Gene Zelazny,[4] Edward Tufte e Stephen Few.[5] Anche in questo caso, queste regole godono di ampia accettazione, grazie alla loro base di esperienza scientifica, sperimentale e/o pratica.
Corrispondono ai set di regole SUCCESS EXPRESS, SIMPLIFY, CONDENSE e CHECK.
3. Regole semantiche: aiutano a trasmettere chiaramente il contenuto usando una notazione uniforme (notazione IBCS). Si basano sul lavoro di Rolf Hichert[6] e di altri collaboratori dell'Associazione IBCS. Affinché possano diventare uno standard devono per prima cosa essere ampiamente accettate, in questo modo il loro utilizzo può diventare una convenzione.
Corrispondono al set di regole SUCCESS UNIFY.

## Notazione IBCS
La notazione IBCS è definita dal set di regole semantiche suggerito dagli IBCS. La notazione IBCS si occupa dell'unificazione della terminologia (ad esempio parole, abbreviazioni e formati numerici), delle descrizioni (ad esempio messaggi, titoli, legende ed etichette), delle dimensioni (ad esempio misure, scenari e periodi di tempo), delle analisi (ad esempio analisi di scenario e di serie temporali) e degli indicatori (ad esempio indicatori di evidenziazione e indicatori di scala).

## Associazione IBCS
La revisione e l'ulteriore sviluppo dell'IBCS è un processo continuo gestito dall'Associazione IBCS. L'Associazione IBCS è un'organizzazione senza scopo di lucro che pubblica gli standard gratuitamente e si impegna in ampie consultazioni e discussioni prima di pubblicarne nuove versioni. Ciò include la sollecitazione, a livello globale, di una pubblica consultazione delle modifiche per la revisione degli standard.
Rilascio della versione 1.0 degli IBCS: i membri attivi hanno accettato la versione 1.0 rilasciata degli standard IBCS all'Assemblea Generale del 18 giugno 2015 ad Amsterdam . I temi attuali dell'ulteriore sviluppo degli standard IBCS sono stati discussi alla conferenza annuale tenutasi a Varsavia il 3 giugno 2016.
La versione 1.1 degli standard è stata confermata dai membri attivi alla Conferenza Annuale tenutasi a Barcellona il 1 giugno 2017. Più di 80 professionisti di 12 nazioni hanno partecipato vi hanno preso parte.
La conferenza annuale a Londra dell'8 giugno 2018 si è svolta presso la sede dell'Institute of Chartered Accountants in Inghilterra e Galles. La Conferenza Annuale 2019 si è svolta a Vienna . Il Keyspeaker Yuri Engelhardt ha parlato di "Il linguaggio della grafica e delle notazioni visive". Le conferenze annuali 2020 e 2021 si sono tenute virtualmente, con più di 200 partecipanti provenienti da molti paesi.